# Хаясио (1940)
Хаясио — японский эсминец, пятый из 19 эсминцев типа «Кагэро». Название в переводе с японского означает «Быстро наступающий прилив».
Заложен в 1938 году на Верфи Uraga Dock, Токио. Спущен 19 апреля 1939 года, вошёл в строй 31 августа 1940 года.
В 1942 году участвовал в операции в Голландской Ост-Индии.
Участвовал в организации сил в операции по изоляции Явы,
сопровождал силы вторжения в Манадо, Кендари в январе, и во вторжении на острова Амбон, Макассар, Тимор в феврале.
24 ноября 1942 года подбит американскими бомбардировщиками В-17 в заливе Хуон (Новая Гвинея) в точке 07°00′ ю. ш. 147°30′ в. д.. Попытки затушить возникший пожар не увенчались успехом. Капитан Киёси Канэда (яп. 金田清之) дал приказ покинуть корабль, после чего Хаясио был самозатоплен торпедой Сирацую.